# Reel to Real
Reel to Real è il settimo album discografico del gruppo musicale rock statunitense Love, pubblicato nel 1974.

## Tracce
Tutti i brani sono di Arthur Lee, tranne dove indicato.
1. Time Is Like a River
2. Stop the Music
3. Who Are You
4. Good Old Fashion Dream
5. Which Witch Is Which?
6. With a Little Energy
7. Singing Cowboy (Lee, Jay Donnellan)
8. Be Thankful for What You Got (William DeVaughn)
9. You Said You Would
10. Busted Feet (Lee, Charles Karp)
11. Everybody's Gotta Live